# 亞歷山大·科瓦塞維奇
亞歷山大·科瓦塞維奇（1992年1月9日—）是一位塞爾維亞足球運動員。在場上的位置是防守型中場。他現在效力於塞爾維亞足球超級聯賽球隊貝爾格萊德紅星足球俱樂部。他也代表塞爾維亞國家足球隊參賽。